# Discopleura costata
Discopleura costata là một loài thực vật có hoa trong họ Hoa tán. Loài này được (Elliott) Chapm. mô tả khoa học đầu tiên năm 1860.